# 앤 헤이치
앤 설레스트 헤이치(영어: Anne Celeste Heche, 1969년 5월 25일 ~ 2022년 8월 11일)는 미국의 배우이다.

## 개요
해리슨 포드와 함께 출연한 '식스 데이 세븐 나잇'으로 유명하다. 이외에도 싸이코, 볼케이노 등 유명 영화에 주연으로 다수 출연했다.

## 사망
2022년 8월 5일 오전 11시 경 로스엔젤레스 자신의 집 근처에서 청색 미니 쿠퍼로 주택을 들이받는 교통사고를 냈다. 이때 앤 헤이치가 탑승한 차량에 불이 붙었고 전신 화상과 뇌손상을 입은 상태로 중태에 빠졌다. 병원으로 긴급 후송되었으나 8월 11일 목요일 뇌사 판정을 받았으며 8월 12일 공식 사망한 것으로 발표되었다. 8월 14일 산소 마스크 등 생명유지장치를 제거했고 이후 생전 고인의 뜻에 따라 장기기증 절차가 진행되었다. 화장 절차를 마친 후, 고인의 유해는 할리우드 포에버 묘지에 안장되었다.
참고로, 앤 헤이치의 실질적인 사망일자는 비가역적 손상으로 회복 불가능의 뇌사 판정을 받은 8월 11일이다. 그러나, 공식적인 사망을 발표한 8월 12일 또는 생명유지장치를 제거해 심장사로 이어진 8월 14일을 사망일자로 간주하는 경우도 있다.

## 출연 작품

### 영화
- 식스 데이 세븐 나잇
- 왝 더 독
- 도니 브래스코
- 나는 네가 지난 여름에 한 일을 알고 있다
- 와일드 사이드
- 볼케이노
- 존 큐
- 와일드 카드 - 록시 역
- 내가 죽기 전에 가장 듣고 싶은 말
- 사라져버린 - 웬디 역
- 왓 리메인즈 - 모린 역
- 새들이 그린 세상 - 에이미 역

### 텔레비전
- 어나더 월드(1987~1991) - 비키 허드슨 / 말리 러브 역